# Zemětřesení v prefektuře Kumamoto
Zemětřesení v prefektuře Kumamoto byla vlna zemětřesení, která v dubnu 2016 zasáhla japonský ostrov Kjúšú, zvláště pak prefekturu Kumamoto. První z nich z 14. dubna 2016 měla sílu až 6,5 stupně Richterovy stupnice, druhá skupina o dva dny později pak až 7,3 stupně. Varování před vlnou tsunami bylo vyhlášeno, ale následně odvoláno.
Celkový počet obětí byl 50 lidí a dalších zhruba 3100 lidí bylo zraněno. Krom domů se zřítilo i několik mostů, části dálnice byly zavaleny sesuvy půdy; v hlavním městě prefektury byl poškozen i hrad z 15. století. Sérii erupcí probudila též sopku Aso.